# What's It All About
What's it all about è un album del chitarrista jazz statunitense Pat Metheny, pubblicato nel 2011.

## Il disco
L'album raccoglie brani, alcuni molto famosi, composti da altri artisti ed eseguiti qui da Pat Metheny in esecuzioni totalmente soliste. In sette dei dieci pezzi proposti, Metheny utilizza la chitarra baritona, così come aveva fatto nel suo precedente album solista One Quiet Night. Nelle altre tre esecuzioni, ha utilizzato una chitarra a 42 corde ("The Sound of Silence"), una chitarra a 6 corde ("Pipeline") e una chitarra con corde di nylon ("And I Love Her").
In quest'opera, Metheny utilizza una tecnica tonale che aveva appreso molti anni prima dal Dr. Ray Harris, un chitarrista ed ideatore della sua città natale, Lee's Summit nel Missouri..

## Tracce
1. The Sound of Silence – 6:33 (testo: P. Simon)
2. Cherish – 5:28 (testo: Kirkman)
3. Alfie – 7:46 (testo: Bacharach, David)
4. Pipeline – 3:28 (testo: Spickard, Carman)
5. Garota de Ipanema – 5:12 (testo: Jobim, De Moraes)
6. Rainy Days and Mondays – 7:12 (testo: Nichols, Williams)
7. That's the Way I've Always Heard It Should Be – 6:03 (testo: C. Simon, Brackman)
8. Slow Hot Wind – 4:28 (testo: Mancini, Gimbel)
9. Betcha by Golly, Wow – 5:12 (testo: Bell, Creed)
10. And I Love Her – 4:22 (testo: Lennon, McCartney)

Durata totale: 55:44

## Musicisti
- Pat Metheny: chitarra baritona (tracce 2-3, 5-9), chitarra a 42 corde (traccia 1), chitarra a 6 corde (traccia 4), chitarra con corde di nylon (traccia 10)